# Famille de Montfalcon
Pour les articles homonymes, voir Montfalcon (homonymie).
La famille de Montfalcon est une famille de noblesse savoyarde, originaire de l'Albanais, en Savoie.
Dans sa notice, le Dictionnaire historique de la Suisse indique que la famille de Montfalcon, installée à Compesières (canton de Genève), est originaire de Novalaise la distinguant de la famille de Montfalcon. Toutefois, certains auteurs considèrent qu'il s'agit d'une branche installée à Genève. Son nom a pu être confondu avec celui de Montfaucon (Franche-Comté), ainsi qu'avec le titre de Montfalcon (Dauphiné), qui a appartenu à la famille de Brosses.

## Historique

### Origines et premiers membres
La famille de Montfalcon est originaire du lieu-dit Montfalcon, située sur l'actuelle commune de La Biolle, en Savoie.
La famille possédait le château de Montfalcon (Mons Falconis), dont elle tire le nom, qui permettait de contrôler la route reliant Annecy, en Genevois, à Chambéry, en Savoie, et passant par les bourgs d'Albens et de Rumilly, ainsi que le « débouché des cols conduisant au lac du Bourget ». Le château est le siège d'une châtellenie qui enveloppait les communes actuelles de La Biolle, Albens, Saint-Germain-la-Chambotte et Saint-Girod et aussi les châteaux de Longefan, de Flaxieu et de Vhitry.
La première mention de cette famille remonte à l'année 1084, lors de la fondation du prieuré de Saint-Innocent (Brison-Saint-Innocent), sur le lac du Bourget,. Il s'agit d'une donation de la part de « Gautier de Montfalcon, vir nobilis, du consentement de sa femme Bulgrade et de ses fils »,,. En 1092 et 1112, Bonpair, fils de Gautier, seigneur de Montfalcon, fait un don à l'abbaye d'Aulps, en Chablais.
Vassaux des comtes en Maurienne, on retrouve Willelme, chevalier, témoin du comte Humbert III, lors d'une confirmation auprès de la chartreuse d'Arvières, en Bugey, vers 1149.
Bernard Farguil de Montfalcon cède ses droits et biens de la seigneurie de Montfalcon à Béatrice de Savoie, le 12 janvier 1252. La maison de Savoie est en possession des droits sur la seigneurie en 1286. La famille garde cependant une maison forte à côté du château.
La famille forme plusieurs branches : les Montfalcon-Flaxieu (Bugey), les Montfalcon-Roasson, les Montfalcon-Saint-Pierre, les Montfalcon Novalaise (Bugey savoyard),.

### Branche de Flaxieu
La branche de Flaxieu prend naissance avec l'acquisition de la seigneurie, située près de Belley en Bugey, au XIVe siècle. Dans un article consacré à l'évêque Aymon de Montfalcon, issu de cette branche, l'historien Andenmatten (2018) conclue que cette branche est « en phase ascendante », s'appuyant notamment sur la politique matrimoniale, puisque Guillaume de Montfalcon épouse Marguerite, issue d'une puissante famille, les Chevron-Villette, et permettant l'accession à leurs descendants à des sièges épiscopaux,.

Les généalogistes Guichenon (1650) ou La Chesnaye Des Bois (1869) indiquaient que la tradition faisait des Montfalcon du Bugey les descendants d'un Pierre de Montfalcon, chevalier, seigneur de Bourgoing en Dauphiné, lui même issu des Montfaucon, comtes de Montbéliard. Toutefois, les deux auteurs précisaient qu'il n'existait aucune preuve d'une telle filiation.

### Seigneurie de Cevins
Emeric de Montfalcon épouse, au cours du XIVe siècle, Bernarde de Cevins, unique héritière. Cette dernière semble épouser en secondes noces, après 1364, Ogier, fils naturel du comte de Savoie, Aymon.
Le titre de Cevins par le mariage d'Antoinette de Montfalcon, dame de Cevins et de Miolans avec Amédée de Crescherel († av. 1453) passe à ce dernier. Le titre revient dans la famille de Montfalcon, lors du mariage de Charles-François de Montfalcon, en 1683, avec Françoise Hyéronime Seyssel, dame de Cevins.
Enfin, Françoise Hyéronime de Montfalcon de Saint-Pierre épouse, en 1754, Victor-Prosper de Carelly de Bassy, héritier du titre de Comte de Cevins, titre qui disparait avec la Révolution.

## Héraldique
| Famille de Montfalcon | Les armes de la famille de Montfalcon se blasonnent ainsi : aux 1 et 4 d'argent à l'aigle éployé de sable, membrée et becquée d'or; aux 2 et 3 d'hermine et de gueules,. |

## Titres
Les sires de Montfalcon portèrent suivant les périodes les titres suivants :
- comtes de Cevins, de Saint-Pierre-de-Soucy ;
- barons de Montfalcon ;
- seigneurs du Chitry (avant 1480-1610, à Vallières)[20], Cengle, de Flaxieu, de la Pesse, de Mionaz, de Montfalcon, de Pierre-Charve, de Rumilly, de Sillans, de Tessy ;
- coseigneurs de Roasson.

## Offices
Des membres de la famille ont été châtelains de :
- Aiguebelle (1422-1434) ;
- Allinges-Neuf-Thonon et maison forte de Bonnant (1490-1494, 1496-1497, 1499-1500, 1502-1504, 1508, 1511-1513, 1414-1515)[22] ;
- Châtelard (1491-1511) ;
- Cordon (1352) ;
- Entremont (1356-1358) ;
- Évian et Féternes (1366-1372) ;
- Montfalcon (1479-1486) ;
- Montjoie (1368-1380) ;
- Samoëns (1355) ;

## Filiation
Dans sa notice, le généalogiste Amédée de Foras donne la filiation complète des Montfalcon-Flaxieu, tout comme Guichenon ou La Chesnaye des Bois, des Montfalcon-Roasson et des Montfalcon-Saint-Pierre, tout en mentionnant une branche installée à Novalaise (Bugey savoyard).
Le Dictionnaire historique de la Suisse indique dans sa notice que la famille de Montfalcon, installée à Compesières, est originaire de Novalaise, mais n'avance aucun lien avec la première. Selon une généalogie familiale, réalisée par Auguste de Montfalcon, cette famille de Compesières serait issue de la branche de Novalaise, mentionnée par de Foras. 
Selon Deonna (1928).
- Gaspard, noble.
  - François (1580-1660).
    - Pierre († 1685), conseiller et secrétaire du prince Thomas de Savoie. Mort sans postérité.
    - Etienne, auteur de la branche de Novalaise.
    - Charles, auteur de la branche genevoise.

Branche des Montfalcon de Flaxieu, :
- Henry de Montfalcon (v. 1370), chevalier ∞ N.N., obtient par mariage la seigneurie de Flaxieu.
  - Anthoine, seigneur de Flaxieu, ∞ Marguerite de Saleneuve.
    - Jeanne, ∞ Antoine de Rivoire, chevalier.

  - François, chevalier, seigneur de Flaxieu, ∞ Alix de Verboz. Dept enfants dont :
    - Guillaume, chevalier, seigneur de Flaxieu, de La Balme sur Assens (Valromey) et de la Tour de Châtel, ∞ Marguerite de Chevron-Villette. Dix enfants dont[12] :
      - Hugonin (mort vers 1500), seigneur de Mécoras, de Flaxieu, conseiller et chambelan du duc de Savoie, ∞ Françoise de Menthon. Dont fils :
        - François (teste en 1524), baron de Flaxieu, seigneur de La Balme, des Terreaux, ∞ Philiberte de Lugny. Sans postérité.

      - Georges (teste en 1512), seigneur des Terreaux, de Prangin, Rochax, Silans, Fernex, bailli de Bugey .
        - Une fille ∞ Claude de Mareste et deux fils naturels.

      - François, seigneur de Mécoras, ∞ Jacqueline de Pierre-Charne de Rougemont, Dame de Pierre-Charne et de la Rochette, obtient par mariage la Pesse. Neuf enfants dont :
        - Pierre, seigneur de Pierre-Charne.
        - Jacques, seigneur de Rougemont.
        - Sébastien (1489 † 1560) évêque de Lausanne[25].
        - Pernette/Perronette, ∞ Jean X de Blonay (branche du Pays de Vaud).
        - Jeanne, ∞ Ancelin de Montvuagnard, seigneur de Boëge.
        - Jeanne, dite la Jeune, ∞ (1) Philibert de Clermont, seigneur de Vaulserre, (2) Méraut de Grolée, baron de Virville.
        - Claude, religieuse au Betton.

      - Louis, baron de Flaxieu, seigneur des Terreaux et Martignat, ∞ Pernette de Montfalcon, dame de Chitry. Quatre enfants dont :
        - Marin (teste en 1562), baron de Flaxieu, seigneur des Terreaux, Martignat et Fernex, ∞ Antoinette de Clermont. Nombreuse descendance dont :
          - Jacques, baron de Flaxieu.
            - Rolland-Claude, fils naturel légitimé, baron de Flaxieu, ∞ (1) Claudine de Vignod, ∞ (2) Jeanne de Moyra.

          - Jean († 1591), baron de Flaxieu, seigneur de Martigna, de Chitry et de La Balme, gouverneur de Savoie (1583), ∞ Andréanne de Breuil. Trois filles dont[26] :

        - Pierre-Marc, prieur d'Aiglefort.
        - Madeleine, religieuse.

    - François de Clermont, institué héritier et devant relever le nom de Montfalcon.
      - Pierre, chanoine-comte (?)
      - Aymon/Aimé (1443-1517), évêque de Lausanne, diplomate et poète[27].
      - Jean, chanoine de Belley.
      - Alix, ∞ (1474) Claude, seigneur de Montferrand.
      - Catherine, ∞ Guillaume de Mareste, chevalier.

    - Antoine, religieux.
    - Jeanne, ∞ Guillaume de La Balme, chevalier, seigneur des Terreaux (Valromey).

Branche genevoise :
- Charles de Montfalcon, fermier, ∞ Elisabeth Morel, sept enfants dont[28] :
  - Louis (1759-1831), magistrat, ∞ (1786) Jeanne-Marie Pacthod, sœur du général d'Empire[29]
    - Louis-Apollonie (1807-1872), avocat, député au Grand Conseil et maire de Compesières.
      - Johannès (1843-1891), homme politique, héritier du général de Montfalcon.

  - Louis-Apollonie (1764-1840), médecin militaire[30]
  - Jean (1767-1845), général français de la Révolution et de l’Empire[28].

## Personnalités

### Laïcs
- Hugonin de Montfalcon (mort vers 1500), seigneur de Mécoras, de Flaxieu, conseiller et chambellan du duc de Savoie.
- François Philibert de Montfalcon (mort en 1682), comte de Saint-Pierre, conseiller d'État et Premier président de la Chambre des comptes de Savoie (1624)[31].
- Louis (1759-1831), magistrat[29]
- Louis-Apollonie (1807-1872), fils du précédent, avocat, député au Grand Conseil et maire de Compesières.
- Louis-Apollonie (1764-1840), médecin militaire[30]
- Jean (1767-1845), général français de la Révolution et de l’Empire[28].

### Religieux
- Aymon de Montfalcon (1443-1517), dignitaire ecclésiastique, diplomate et poète. Conseiller ducal d'Amédée IX de Savoie, il devient ambassadeur à Rome, conseiller de la duchesse Blanche de Montferrat, puis administrateur de l'évêque de Genève, évêque de Lausanne (1491-1517) et prince du Saint-Empire[27].
- Jean de Montfalcon († 1553), Docteur en droit, chanoine de Genève et prieur de Lutry (1513), prévôt du chapitre cathédral de Genève, puis d'Annecy (1531)[32].
- Deux chanoines de Lausanne : Jacques (1518) et Claude (1525)[33].
- Sébastien de Montfalcon (1489 † 1560), évêque de Lausanne (1517-1560)[25].
- Joseph de Montfalcon du Cengle (1732-1793) archevêque de Moûtiers-Tarentaise.
- Pierre-Marie de Montfalcon chanoine-comte, au sein du Chapitre de Saint-Jean de Lyon (1788), vicaire général de Nîmes[34].

## Possessions
Liste non exhaustive des possessions tenues en nom propre ou en fief de la famille de Montfalcon :
- château de Bassy, à Bassy ;
- château de Château Blanc ou château de Château-Argent ou château Saint-Pierre, à Saint-Pierre-de-Soucy ;
- château de Chitry (XVe siècle), à Vallières[20] ;
- château de Combefort, à Saint-Pierre-de-Soucy ;
- château de Flaxieu, à Flaxieu ;
- maison forte du Grand Mercoras, à Ruffieux ;
- château de la Pesse, à Annecy-le-Vieux ;
- château de Longefan, à La Biolle ;
- château de Montfalcon, à La Biolle.

### Fonds d'archives
- Fonds : Famille de Montfalcon : arbre généalogique dressé par Philibert Pingon (1554).  Cote : 1 J 124. Annecy : Archives départementales de la Haute-Savoie (présentation en ligne)..